# تعویذ

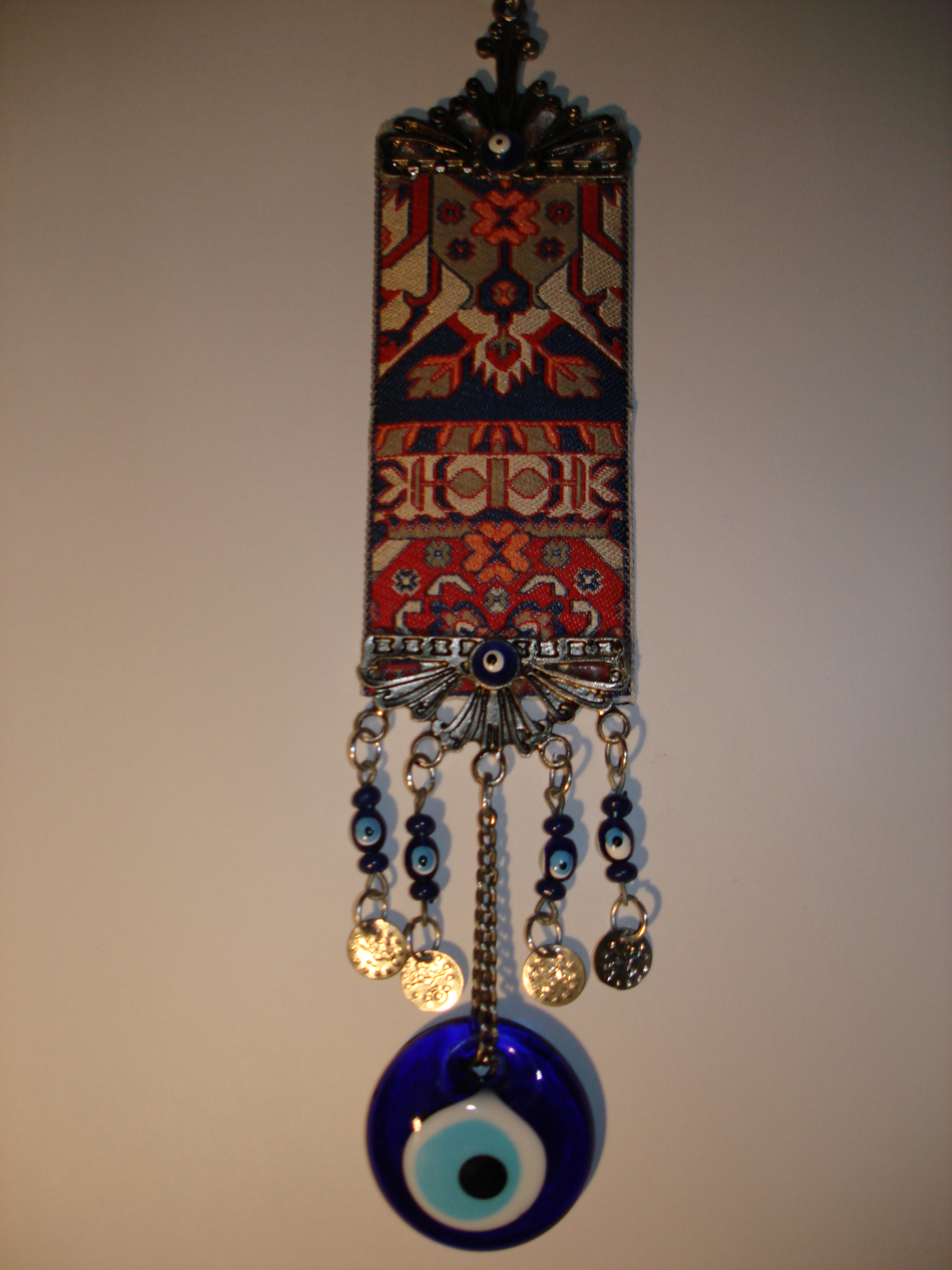
یک تعویذ در ایران برای دوری از چشم‌زخم

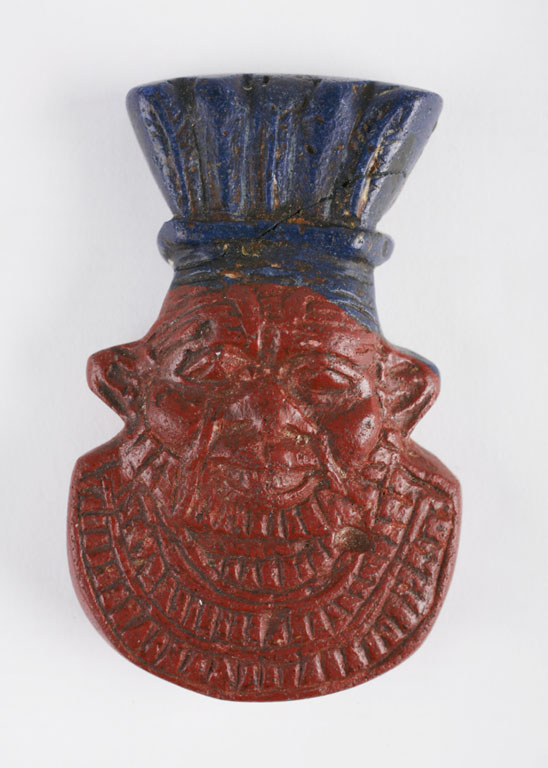
یک تعویذ مصری.

تعویذ یا حرز یا بلاگردان به دعایی گفته می‌شود که به گردن آویخته یا به جیب می‌اندازند. در بعضی موارد همانند «حرز امام جواد» تعویذ به بازوی راست، بسته می‌شود.

## معرفی

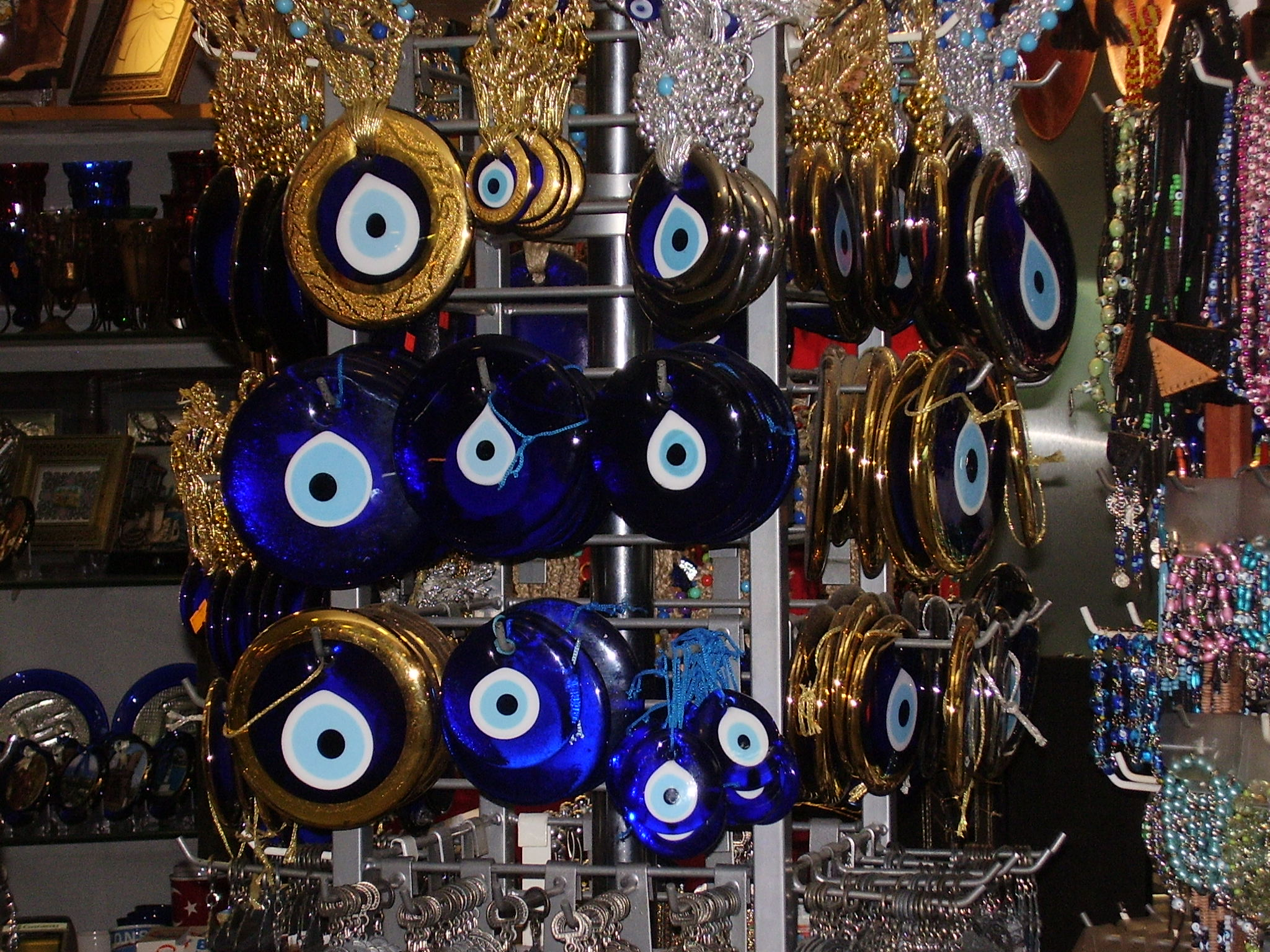
نظرقربانی در ترکیه

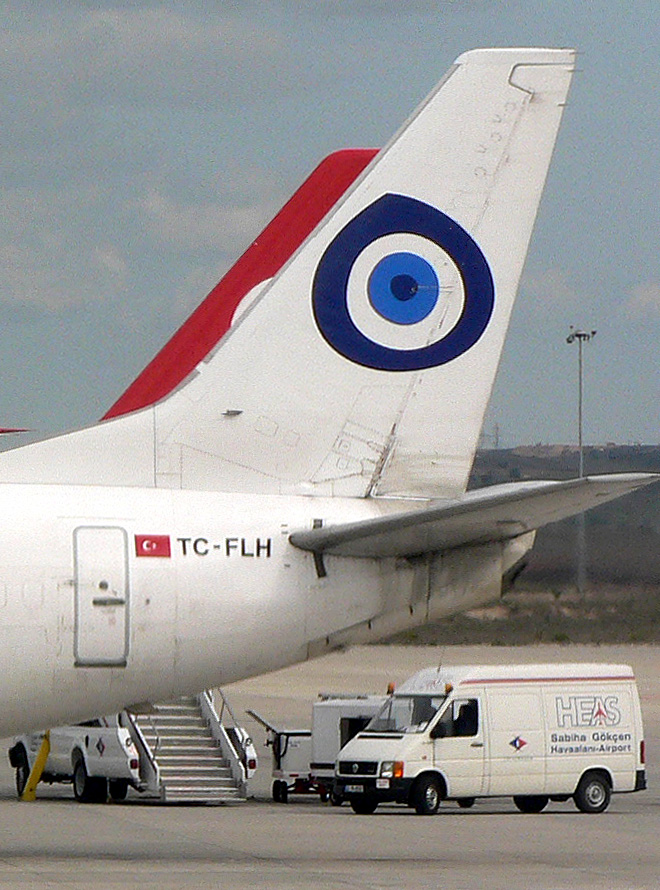
یک هواپیمای ترکیش ایرلاینز شکل نظرقربانی را روی دم هواپیما برای بلاگردانی رسم کرده است

بلاگردان وسیله یا دعایی که باعث دوری شر از کسی شود. مثلاً در ترکیه نظرقربانی به‌طور وسیعی برای جلوگیری از چشم زخم استفاده می‌شود. در میان بسیاری اقوام از دیرباز باور به جن و موجودات افسانه‌ای آسیب‌رسان رواج داشته و برای احساس امنیت در قبال آن‌ها برخی افراد ورد و ذکرهایی را نوشته و با خود همراه می‌کنند که به این وردها و نوشته‌ها تعویذ گفته می‌شود. گاه نیز برای دفع شر، گوهر، تکه سنگ، نگاره، تندیس، سکه، آویزه، انگشتر، گیاه یا جانور هم به کار می‌رود. واژه عوذه یعنی چیز یا کسی که به آن پناه برده شود، و «تعویذ» یعنی در پناه درآوردن.

## کتب علوم غریبه
تعویذ در معنی به جای جادو و سحر نیز استفاده می‌شود. از انواع کتب علوم غریبه می‌توان به طمطم هندی و مرجان جادو، مجموعه کتب میرداماد کبیر و … اشاره کرد.
همچنین، کتاب سحر و کلید رهایی از آن اثر حجت الاسلام سعید صدری نیز که نشر جمکران آن را منتشر کرده است، در خور توجه می‌باشد.

## در ایران
بلاگردان در فرهنگ فارسی معین به صورت زیر تعریف شده‌است: «(بَ. گَ) [ ع . ] (ص فا) ۱ - دفع کنندة بلا. ۲ - حافظ. ۳ - چیزی که بلا را از آدمی دور گرداند، صدقه، قربانی»
روش‌های دیگر بلاگردانی در ایران لال شیش؛ چوب بلاگردان، تیر آرش می‌باشد.